# La Fête Pas-Si-Trouille de Mickey
La Fête Pas-Si-Trouille de Mickey est un événement saisonnier organisé à Disneyland Paris durant la période d'Halloween, depuis octobre 2008. Inspirée des soirées Mickey's Not-So-Scary Halloween Party de Walt Disney World Resort en Floride et des soirées Mickey's Trick-or-Treat Party de Disneyland Resort en Californie, l'adaptation française propose un contenu moins spectaculaire (pas de parade ni de feu d'artifice), mais davantage axé sur une ambiance bon-enfant et une véritable proximité avec les Personnages Disney, afin de contenter le public familial, cible privilégiée de ces soirées.
Ces événements se déroulent sous forme de soirées privatisées sur le parc, ayant lieu après la fermeture du parc aux visiteurs de la journée. Un ticket spécifique payant est donc nécessaire pour accéder à la soirée (de la même façon que pour La Soirée Halloween Disney, traditionnellement organisée sur le Parc Disneyland chaque 31 octobre depuis 1997).

## Contenu de la Soirée
En 2008, les Fêtes Pas-Si-Trouille ont eu lieu sur une partie seulement du Parc Disneyland, en se limitant à Main Street, USA, Fantasyland et une petite partie d'Adventureland.
La Soirée prévoyait l'accès plusieurs attractions familiales : Blanche-Neige et les 7 nains, Les Voyages de Pinocchio, Peter Pan's Flight, Le Carrousel de Lancelot, Dumbo the Flying Elephant, Mad Hatter's Tea Cups, It's a Small World et Pirates of the Caribbean. Lors de la dernière soirée (le 28 octobre), Alice's Curious Labyrinth, Casey Jr - Le Petit Train du Cirque et Le Pays des Contes de Fées furent également ouverts.
Plusieurs spectacles furent spécialement créés pour ces événements : Merlin et l'Académie des Sorcières, se déroulant dans la Cour du Château, librement inspiré du spectacle de Merlin l'Enchanteur présenté en journée lors de certaines saisons. Le Show des Fêtes-Pas-Si-Trouille incluait également la participation de Lilo, Clarice, Minnie et Daisy en tant qu'apprenties-sorcières. Le Magicien d'Halloween, présenté à Fantasy Festival Stage, mettait en scène le magicien Eric Antoine, dans une adaptation de son propre spectacle. Enfin une Disco Party proposait au jeune public de danser avec Tigrou sous la terrasse couverte du Chalet de la Marionnette.
L'accent a été principalement porté sur les rencontres personnages, beaucoup plus nombreux qu'en journée, et situés dans leur environnement propre. Ainsi, le public pouvait rencontrer chaque personnage dans le cadre de son attraction (Peter Pan et Capitaine Crochet devant Peter Pan's Flight, Blanche-Neige et Simplet devant leur attraction, Alice devant le labyrinthe, Cendrillon devant l'Auberge...). Les Méchants Disney avaient quant à eux pris possession de la zone sombre du Labyrinthe d'Alice.
Enfin l'ensemble des personnages de la soirée embarquaient à bord du Petit Train des Personnages, pour descendre Main Street USA avec tous les visiteurs et terminer la soirée dans une grande Cavalcade d'"au revoir".

## Les Fêtes Pas-Si-Trouille de Mickey en 2009
Pour la seconde saison, quatre soirées ont de nouveau été organisées, les 9, 16, 23 et 27 octobre 2009. Toutefois, le contenu de l'événement a été complètement revu et corrigé, afin d'accueillir davantage de visiteurs, mais aussi d'élargir l'offre produit proposée.
Fantasyland était le seul land ouvert en 2008 (si l'on omet la zone de l'attraction Pirates of the Caribbean à Adventureland). En 2009, Frontierland ouvre également ses portes. Une ouverture entièrement justifiée, puisque Frontierland accueille la majorité des décorations et animations du Festival Halloween Disney, en étant d'ailleurs officiellement renommé Halloweenland pour l'occasion. Ainsi, Phantom Manor et Big Thunder Mountain, deux attractions parmi les plus populaires du parc, sont ajoutées au programme et complètent l'offre existante avec des sensations plus fortes.
À Fantasy Festival Stage, c'est le spectacle Winnie l'Ourson et ses amis qui a pris possession de la scène. Si le spectacle n'est pas nouveau (il s'agit de celui qui est proposé en saison d'été), son ajout dans le programme de La Fête Pas-Si-Trouille de Mickey présente un vrai intérêt pour le jeune public. Il remplace Le Magicien d'Halloween qui avait rencontré un succès mitigé l'an passé, notamment pour les visiteurs étrangers.
La Dance-Party Pas-Si-Trouille, qui avait été proposée au niveau du restaurant Le Chalet de la Marionnette l'an passé sans être intégrée sur le programme officiel, a pris place au niveau du quai d'embarquement des bateaux à aubes, au cœur de Frontierland.
Mais les modifications les plus majeures peuvent se remarquer sur Central Plaza et sur Main Street, USA, avec l'arrivée d'un nouveau spectacle et d'un happening final remanié.
Le Spectacle Pas-Si-Trouille d'Halloween, qui prend place deux fois par soir sur la scène centrale, pour une durée de 20 minutes, est une création originale et inédite.  Mickey, en maître de cérémonie, accueille les personnages issus de grands succès Disney : Blanche-Neige et les sept nains, Aladdin, La Belle et la Bête, ou encore Le Bossu de Notre-Dame. Quand Maléfice prend place sur scène, ce sont les méchants issus de ces mêmes longs-métrages qui viennent à la rencontre des héros...
Enfin, pour clore l'événement, ce sont les véhicules de la Disney's Stars'n'Cars, et non plus le Disney's Character Express, qui défilent dans Main Street USA pour La Cavalcade Pas-Si-Trouille, accompagnés de l'ensemble des Personnages Disney présents sur la soirée.

## Les Fêtes Pas-Si-Trouille de Mickey en 2010
Le succès semble bien présent pour ces soirées qui sont reconduites en 2010 pour la troisième année consécutive. Quatre dates sont à nouveau ouvertes au public : les 8, 15, 22 et 26 octobre. Rien n'a encore été dévoilé sur le contenu des soirées, mais étant donné les grandes modifications apportées l'an passé, il semble peu probable que de grands bouleversements soient à prévoir.